# スキュー (FAX)
スキュー（Skew）とはファックスで固有の画像のゆがみで、スキャナーと受信装置の間で同期がずれると起きる。受信側の回転数が速いと斜め上に傾き、遅いと斜め下に傾く。これは走査線または記録線と用紙の垂直線との間の角度と同じである。軽度な物であればユーザーが注意しなければわからないほどで、少しであれば発生しても受信した文書を読むことに大きな影響は出ない。
語源は空間幾何学におけるねじれの位置（skew lines）に由来して、FAXの場合は平面上で図がねじれていることを意味している。
スキューは、偏角の接線として数値で表される。スキューの検出と補正を自動的に適用する受信機がある。

ファクシミリ画像の+1度（反時計回り）のスキューの例。水平の赤い線に対して画像が上方向に曲がっている。